# Човекът, който знаеше твърде много (филм, 1934)
„Човекът, който знаеше твърде много“ (на английски: The Man Who Knew Too Much) е британски трилър, излязъл по екраните през 1934 г., режисиран от Алфред Хичкок, с участието на Питър Лори и Лесли Банкс в главните роли.

## Сюжет
Внимание:  Текстът по-долу разкрива сюжета на произведението (или части от него)!
Туристите Боб и Джил Лорънс, заедно с дъщеря си Бети, са в швейцарските Алпи, за да прекарат ваканция с близкия си приятел Луи Бернар. По време на партито Луи умира от куршума на убиец, но преди смъртта си той разкрива на Джил информация за шпионски заговор. Лоурънс обаче не може да уведоми властите, тъй като заговорниците отвличат дъщеря им Бети. Боб и Джил трябва да разгадаят случая сами.

## В ролите
| Актьор        | Роля         |
| ------------- | ------------ |
| Лесли Банкс   | Боб Лоурънс  |
| Една Бест     | Джил Лоурънс |
| Питър Лори    | Абът         |
| Франк Воспър  | Рамон        |
| Хю Уейкфийлд  | Клайв        |
| Нова Пилбим   | Бети Лоурънс |
| Пиер Фресне   | Луи Бернар   |
| Сисли Оутс    | сестра Агнес |
| Джордж Курцон | Гибсън       |